# Neoplectops nudinerva
Neoplectops nudinerva là một loài ruồi trong họ Tachinidae.